# Општина Думбрава (Прахова)
Думбрава (рум. Dumbrava) општина је у Румунији у округу Прахова.
Oпштина се налази на надморској висини од 92 m.